# Cylindrotoma rufescens
Cylindrotoma rufescens är en tvåvingeart som beskrevs av Edwards 1928. Cylindrotoma rufescens ingår i släktet Cylindrotoma och familjen mellanharkrankar. Inga underarter finns listade i Catalogue of Life.